# Llandudno Junction
Llandudno Junction (wal. Cyffordd Llandudno) – miasto w północnej Walii, w hrabstwie Conwy, położone na wschodnim brzegu rzeki Conwy, naprzeciw miasta Conwy. W 2011 roku liczyło 10 658 mieszkańców.
Miasto powstało wokół węzłowej stacji kolejowej o tej samej nazwie otwartej w 1858 roku, na skrzyżowaniu głównej linii kolejowej North Wales Coast Line (wówczas Chester and Holyhead Railway) z drugorzędną linią Conwy Valley Line. Na przełomie XIX i XX wieku poza stacją kolejową w miejscu tym znajdowały się dwie cegielnie, domy robotnicze, dwa hotele, kościół i dwie kaplice. Miejscowość, początkowo nienazwana, po raz pierwszy odnotowana została pod nazwą Llandudno Junction w 1900 roku. Znaczny rozwój terytorialny miasta nastąpił w XX wieku.
Lokalna gospodarka w przeszłości w dużej mierze związana była z kolejnictwem. Po zamknięciu tutejszej lokomotywowni głównym pracodawcą stała się fabryka pralek Hotpoint; ta zamknięta została w 1994 roku. Od 2010 roku w mieście znajduje się oddział terenowy rządu walijskiego.